# Államok vezetőinek listája 807-ben
Ezen az oldalon az i. sz. 807-ben fennálló államok vezetőinek névsora olvasható földrészek, majd országok szerinti bontásban.

## Európa
- Asztúriai Királyság
  - Király: II. Alfonz (791–842)

- Beneventói Hercegség
  - Herceg: IV. Grimoald (806-817)

- Bizánci Birodalom
  - Császár: I. Niképhorosz (802–811)

- Bolgár Kánság
  - Kán: Krum (803–814)

- Córdobai Emirátus
  - Emír: I. al-Hakam (796–822)

- Frank Birodalom
  - Császár: Nagy Károly (768–814)
  - Friuli Hercegség
    - Herceg: Hunfrid (799-808)

  - Spoletói Hercegség
    - Herceg: Winigis (789-822)

  - Toulouse-i Grófság
    - Gróf: I. Beggo (806–816)

  - Avar Kaganátus
    - Kagán: Ábrahám (805-811?)

- Pápai Állam
  - Pápa: III. Leó (795–816)

- Velencei Köztársaság
  - Dózse: Obelerio Antenoreo (804–810)

### Britannia
- Dál Riata
  - Király: Konstantin (781–820)

- Essexi Királyság
  - Király: Sigered (798–825)

- Gwynedd
  - Király: Cynan Dindaethwy (798–816)

- Kelet-angliai Királyság
  - Merciai megszállás

- Kenti Királyság
  - Király: Cuthred (798–807)
  - Király: Cenwulf (807–821)

- Mercia
  - Király: Cenwulf (796–821)

- Northumbria
  - Király: II. Ælfwald (806–808)

- Piktek
  - Király: Causantín mac Fergusa (789–820)

- Powys
  -     - Herceg: Cadell ap Brochfael (773–808)

- Strathclyde
  - Király: II. Riderch (780–kb. 810)

- Wessexi Királyság
  - Király: Egbert (802–839)

## Ázsia
- Abbászida Kalifátus
  - Kalifa: Hárún ar-Rásíd (786–809)

- Ibériai Királyság
  - Király: I. Asot (786–830)

- India
  - Anuradhapura
    - Király: II. Mahinda (787-807)
    - Király: II. Dappula (807-812)

  - Karkota-dinasztia
    - Király: Dzsajapida (779–813)

  - Pallava
    - Király: Thandivarman (775–825)

  - Pándja-dinasztia
    - Király: I. Varagunan (800–830)

  - Pratihara-dinasztia
    - Király: II. Nagabhata (805–833)

  - Rástrakúta-dinasztia
    - Király: III. Govinda (793–814)

- Japán
  - Császár: Heizei (806–809)

- Khmer Birodalom
  - Király: II. Dzsajavarman (802–850)

- Kína (Tang-dinasztia)
  - Császár: Tang Hszian-cung (805–820)

- Korea
  - Silla
    - Király: Edzsang (800–809)

  - Palhe
    - Király: Kang (795–809)

- Nancsao
  - Király: Yimouxun (779-808)

- Tibet
  - Király: Tridé Szongcen (800–815)

- Ujgur Kaganátus
  - Kagán: II. Kutlug (795-808)

## Afrika
- Aglabidák
  - Emír: I. Ibráhim ibn al-Aglab (800–812)

- Idríszidák
  - Imám: II. Idrísz (791–828)

- Rusztamidák
  - Imám: Abd al-Vahháb ibn Abd al-Rahmán (788–824)

- Akszúmi Királyság
  - Akszúmi uralkodók listája

## Amerika
- Copán
  - Király: Yax Pasaj Chan Yoaat (762–820)
- Tikal
  - Király: Sötét Nap (805-815)

## Fordítás
- Ez a szócikk részben vagy egészben  a   Liste der Staatsoberhäupter 807 című német Wikipédia-szócikk ezen változatának fordításán alapul.  Az eredeti cikk szerkesztőit annak laptörténete sorolja fel. Ez a jelzés csupán a megfogalmazás eredetét és a szerzői jogokat jelzi, nem szolgál a cikkben szereplő információk forrásmegjelöléseként.